# Niwelacja podłużna
Niwelacja podłużna – niwelacja wzdłuż określonego profilu. 
Niwelację podłużną stosuje się przy wykonywaniu niwelacji wąskich i długich odcinków terenu (np. drogi, szlaki kolejowe itp.), określając w wyniku pomiarów wzrosty i spadki wysokości na określonych przekrojach poprzecznych. Niwelację tę można wykonywać za pomocą niwelacji w przód i niwelacji ze środka.